# کیث، استرالیای جنوبی
کیث (به انگلیسی: Keith) یک شهرک در استرالیا است که در استرالیای جنوبی واقع شده‌است.